# Ranunculus popovii
Ranunculus popovii är en ranunkelväxtart som beskrevs av Pavel Nikolaevich Ovczinnikov. Ranunculus popovii ingår i släktet ranunkler, och familjen ranunkelväxter. Inga underarter finns listade i Catalogue of Life.